# Artur Sarkisiani
Artur Sarkisiani (geboren am 29. August 1996) ist ein georgischer Skispringer.

## Werdegang
Artur Sarkisiani nahm an jeweils einem Wettbewerb von der Normalschanze bei insgesamt drei Nordischen Junioren-Skiweltmeisterschaften teil. Bei den Junioren-Skiweltmeisterschaften 2014 im italienischen Predazzo belegte er den 69. Rang. Ein Jahr später steigerte er sich bei den Junioren-Skiweltmeisterschaften 2015 im kasachischen Almaty auf den 63. Platz. Bei den Nordischen Junioren-Skiweltmeisterschaften 2016 im rumänischen Râșnov, den letzten, zu denen er antrat, konnte er dieses Ergebnis mit dem 62. Platz ein weiteres Mal übertreffen.
Bei den Nordischen Skiweltmeisterschaften 2017 im finnischen Lahti scheiterte Sarkisiani sowohl von der Normalschanze mit dem 52. als auch von der Großschanze mit dem 49. Platz an der Qualifikation für den jeweiligen Einzelwettkampf. Ab September 2017 trat er international vorwiegend im FIS Cup in Erscheinung, in dem er am 21. September 2017 mit einem 76. Platz in Râșnov sein Debüt gegeben hatte. Am 17. März 2018 erzielte er mit einem 45. Platz bei einem Wettbewerb von der Normalschanze im schwedischen Falun sein bis dahin bestes Resultat in dieser Wettkampfserie.